# Vallon des Vaux
Le vallon des Vaux est le nom d'un site archéologique de Suisse, situé sur le territoire de la commune vaudoise de Chavannes-le-Chêne.

## Description du site
Le site se trouve au milieu d'une réserve naturelle, à mi-hauteur d'une paroi de molasse de la gorge formée par le ruisseau des Vaux. Il se présente sous la forme d'un abri sous roche et date de 3230 ans av. J.-C. (plus ou moins 160 ans), sous une falaise de 80 mètres de hauteur, entourée de chênes qui ont donné leur nom à plusieurs villages de la région et qui peuplent le vallon. Il se présente sous la forme d'une terrasse de 128 mètres de long sur 5 à 8 mètres de large surplombée par une cavité artificielle et prolongée en contrebas par un balcon d'environ 50 mètres de long.
Le site archéologique est inscrit comme bien culturel d'importance nationale. Il a été fouillé une première fois en 1909, puis largement pillé pendant la première moitié du XXe siècle avant d'être à nouveau prospecté dans les années 1960, en particulier par Alexandre Schenk qui a dressé le catalogue des nombreux objets découverts.
Le musée d'archéologie et d'histoire de Lausanne a réalisé une maquette de la région et des maisons telles qu'elles devaient se présenter entre 400 et 700. Les pièces découvertes sur le site sont conservées dans ce même musée.